# Somerset (New Jersey)
Somerset is een plaats (census-designated place) in de Amerikaanse staat New Jersey, en valt bestuurlijk gezien onder Somerset County.

## Demografie
Bij de volkstelling in 2000 werd het aantal inwoners vastgesteld op 23.040.

## Geografie
Volgens het United States Census Bureau beslaat de plaats een oppervlakte van
13,9 km², waarvan 13,8 km² land en 0,1 km² water. Somerset ligt op ongeveer 636 m boven zeeniveau.

## Plaatsen in de nabije omgeving
De onderstaande figuur toont nabijgelegen plaatsen in een straal van 8 km rond Somerset.